# Greta Sophie Schmidt
Greta Sophie Schmidt (Essen, 16 de febrero de 1999) es una actriz alemana, reconocida principalmente por su colaboración con el cineasta Faith Akin en los filmes El monstruo de St. Pauli y Rheingold.

## Biografía
Nacida en Essen en 1999, Schmidt debutó en el cine de su país en el largometraje Junges Licht (2015), dirigido por Adolf Winkelmann. En el filme interpretó a una adolescente llamada Marusha. Tras aparecer en episodios de los seriados Bettys Diagnose y SOKO Köln, en 2019 interpretó el papel de Petra Schulz en el filme El monstruo de St. Pauli de Fatih Akin, basada en los crímenes del asesino serial Fritz Honka.
En 2020 apareció en episodios de las series Notruf Hafenkante y Der Lehrer y en 2022 trabajó nuevamente con Akin en la película Rheingold, en el papel de Mädchen.

## Filmografía

### Cine
| Año  | Título                   | Papel        | Notas |
| ---- | ------------------------ | ------------ | ----- |
| 2015 | Junges Licht             | Marusha      |       |
| 2019 | El monstruo de St. Pauli | Petra Schulz |       |
| 2022 | Rheingold                | Mädchen      |       |

### Televisión
| Año  | Título            | Papel        | Notas      |
| ---- | ----------------- | ------------ | ---------- |
| 2018 | Bettys Diagnose   | Caro Prinz   | 1 episodio |
| 2018 | SOKO Köln         | Sophia König | 1 episodio |
| 2020 | Notruf Hafenkante | Lea Sander   | 1 episodio |
| 2020 | Der Lehrer        | Helena       | 1 episodio |